# Infecção por transbordamento
Infecção por transbordamento, também conhecida como transbordamento patogênico e evento de transbordamento, ocorre quando um reservatório natural (população hospedeira original) com alta prevalência de um patógeno entra em contato com uma nova população hospedeira. O patógeno é transmitido a partir do reservatório natural e pode ou não ser disseminado dentro da nova população hospedeira.

## Zoonoses por transbordamento
Infecções por transbordamento são eventos comuns. De fato, mais de dois terços dos vírus em humanos são zoonóticos. A maior parte desses eventos resulta em casos sem nenhum sinal posterior de transmissão entre pessoas como ocorre, por exemplo, com a raiva, o antraz, a histoplasmose ou a hidatidose. Outros patógenos zoonóticos conseguem ser transmitidos entre humanos, originar casos secundários e até estabelecer cadeias de transmissão limitadas. Nessa categoria estão os filovírus Ebola e Marburg, os coronavírus MERS e SARS e alguns vírus responsáveis pela gripe aviária. Finalmente, uns poucos eventos de transbordamento podem produzir a adaptação final do micróbio ao organismo humano, tornado-o um novo reservatório estável, como ocorreu com o vírus HIV, responsável pela epidemia de AIDS. Na verdade, a maioria dos patógenos presentes exclusivamente em humanos provavelmente foi transmitida por outros animais em algum momento passado.  Se a história de adaptação mútua for longa o suficiente, associações permanentes entre micróbios e hospedeiros podem ser estabelecidas e gerar coevolução, e até mesmo a integração permanente do genoma microbiano ao humano, como é o caso dos vírus endógenos. Quanto mais próximas duas espécies estão em termos filogenéticos mais fácil torna-se para os micróbios transpor a barreira biológica entre elas e produzir transbordamentos bem-sucedidos. Por isso os mamíferos são a fonte principal de agentes zoonóticos para humanos.[carece de fontes?]
Os transbordamentos zoonóticos têm aumentado nos últimos 50 anos, principalmente decorrentes do impacto ambiental da agricultura, que promove o desmatamento, a alteração dos habitat naturais e os impactos do uso excessivo dos solos.

## Transbordamento intraespécies
Criadas comercialmente para polinizar estufas, abelhas mamangabas podem ser reservatórios para vários parasitas de polinizadores, incluindo os protozoários Crithidia Bombi e Apicystis Bombi, os microsporídios Nosema Bombi e Nosema ceranae, vírus como o vírus da asa deformada e ácaros traqueais Locustacarus buchneri. As mamangabas que escapam das estufas podem acabar infectando populações de abelhas selvagens. As infecções podem ocorrer por contato direto entre abelhas manejadas e silvestres ou pelo uso compartilhado de flores contaminadas. Um estudo descobriu que metade de todas as abelhas selvagens encontradas próximas a estufas desse tipo estavam infectadas com C. bombi. As taxas e a incidência de infecções diminuem dramaticamente quanto mais afastadas das estufas as abelhas estiverem. As ocorrências de transbordamento entre mamangabas estão bem documentadas, particularmente no Japão, na América do Norte e no Reino Unido.